# Karl Goepfart
Pour les articles homonymes, voir Göpfert.
Karl Eduard Goepfart, né à Mönchenholzhausen (près d'Erfurt, en grand-duché de Saxe-Weimar-Eisenach) le 8 mars 1859 et mort à Weimar le 30 janvier 1942 , est un musicien, compositeur et chef d'orchestre allemand.

## Œuvre
- Œuvres instrumentales

- Œuvres chorales
  - Camilla, opéra comique, 1891.

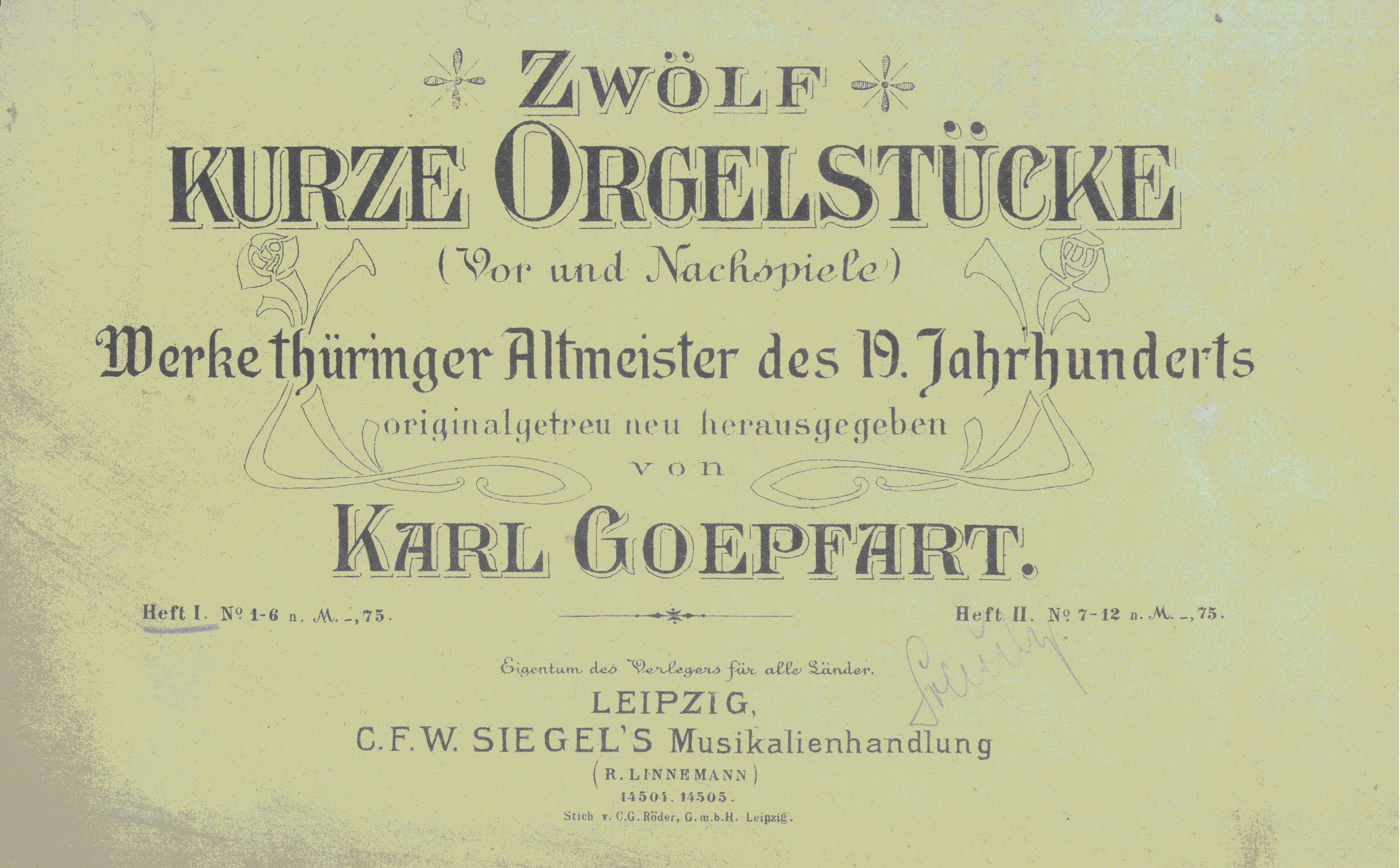
Page de titre de Douze courts morceaux d'orgue (trad.), publié par Karl Goepfart

  - Motivischer Leitfaden zu Rhodopis (texte d'Alberta von Freydorf).